# 25049 Christofnorn
25049 Christofnorn è un asteroide della fascia principale. Scoperto nel 1998, presenta un'orbita caratterizzata da un semiasse maggiore pari a 2,4241208 UA e da un'eccentricità di 0,1185380, inclinata di 3,96533° rispetto all'eclittica.